# 極限定理
極限定理(きょくげんていり,英: limit theorems)とは塑性変形における極限解析の基礎となる定理で、上界定理（じょうかいていり、Upper bound theorem）と下界定理（かかいていり、Lower bound theorem）がある。また、確率・統計学では、中央極限定理がある。中央極限定理の特別な場合が、Laplaceの極限定理（ラプラスの定理）である。
上界定理と下界定理により定式化された極限解析から、極限荷重の上界値と下界値をそれぞれ求めることができる。もし、極限荷重の上界値と下界値が一致すれば、それが真の極限荷重となる。構造が複雑になり、極限荷重の上界値と下界値が一致しなくても、真の極限荷重はそれらの間にあることが分かるので、およその値は推測できる。

## 上界定理
物体力をfi 、応力境界面の表面力をTi 、変位速度を{\displaystyle {\dot {u}}_{i}}、ひずみ速度を{\displaystyle {\dot {\varepsilon }}_{ij}}とする。
外力（fi , Ti ）との仕事率が正となる、変位速度境界条件と変形の適合条件を満たす（運動学的に許容な）{\displaystyle {\dot {u}}_{i},{\dot {\varepsilon }}_{ij}}について、以下の式を与える。
{\displaystyle \alpha {\Bigl \{}\int _{V}f_{i}{\dot {u}}_{i}dV+\int _{S_{\sigma }}T_{i}{\dot {u}}_{i}dS{\Bigr \}}=\int _{V}\sigma _{ij}{\dot {\varepsilon }}_{ij}dV}
このとき、αは真の崩壊荷重係数α* の上界値を与える。すなわち、
{\displaystyle \alpha \geq \alpha ^{*}}
となる。ただし、応力σij は、与えられたひずみ速度{\displaystyle {\dot {\varepsilon }}_{ij}}に対して、直交則を満たす応力場である。
上界定理による極限解析は、運動学的制約条件（変形の適合条件と流れ則）と外力仕事率が 1 であるという条件の下で、内部消散率を最小化する最適化問題に帰着する。

## 下界定理
与えられた荷重系について、釣り合い式と応力境界条件を満たす（静力学的許容な）応力場が、降伏条件を破らない（静力学的可容な）とき、荷重係数は真の崩壊荷重係数の下界値を与える。すなわち、
{\displaystyle \alpha \leq \alpha ^{*}}
となる。ここで、αは荷重係数、α* は真の崩壊荷重係数である。
下界定理による極限解析は、静力学的制約条件(力の釣り合い式と降伏条件)の下で、荷重係数を最大化する最適化問題に帰着する。